# Arthur Kampf
Arthur Kampf, född 28 september 1864 i Aachen, död 8 februari 1950, var en tysk konstnär.  

## Biografi
Kampf studerade i Düsseldorf och blev sedan kvar där som lärare. År 1893 blev han professor vid akademien i staden. År 1898 ledde han en mästarateljé vid Berlins akademi och 1907 blev han president för samma akademi. Kampf väckte uppmärksamhet 1886 med sin stora målning Det sista förhöret. Den framställde en sårad och döende arbetare, omgiven av polis och nyfikna. Detta var ett fullt ut modernt realistiskt måleri, kraftigt och brutalt i ljusa, kalla friluftsfärger.

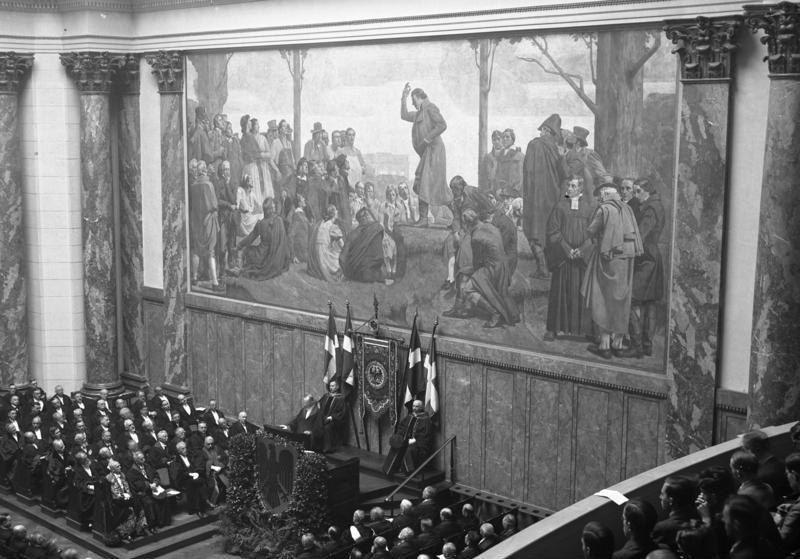
Målningen Fichtes Rede an die deutsche Nation i Alte Bibliothek, Berlin. Målningen förstördes under andra världskriget.

Han verkade inom flera olika genrer. Han målade genrebilder som Avskedet, en begravningsscen med karakteriserade figurer, och tolkade historiska händelser eller motiv med historisk bakgrund. Bland de senare märks Natten 13-14 maj 1888 (kejsar Vilhelm I:s lit de parade i Berlins domkyrka, i Nya pinakoteket, München), Frivilliga (1890, galleriet i Karlsruhe), Professor Steffens upphetsar folket mot fransmännen 1813 (1892, Berlin, nationalgalleriet), Fredrik den store efter slaget vid Kunersdorf (konungen i sin säng talar till de omkring stående generalerna, 1893, galleriet i Düsseldorf) och Människooffer (franska soldater på återtåget från Ryssland, 1897, museet i Leipzig). Till andra områden hör Vid vallfartskapellet i Kevelaer (1895, Dresdengalleriet) och Tjurfäktning (1897).
Kampf utförde också flera väggmålningar med allegoriska, historiska och moderna ämnen (i Magdeburg, Posen, Aachen; färgskisser med moderna motiv, stadsbygge, Fisktorg, Utvandrare, finns i Berlins nationalgalleri). Bland hans arbeten från åren efter sekelskiftet märks Valsverk (med kraftfulla arbetartyper, 1902), Brobygge (storstadsbild), Systrarna (två små flickor, sjungande på en marknadsestrad, 1903, Raveneska galleriet i Berlin), Teaterloge (1904), Paus (musikertyp, 1905), Clownen (1909) samt flera porträtt, bland dem ett par av kejsar Vilhelm II.